# OR5T2
OR5T2 (англ. Olfactory receptor family 5 subfamily T member 2) – білок, який кодується однойменним геном, розташованим у людей на короткому плечі 11-ї хромосоми. Довжина поліпептидного ланцюга білка становить 359 амінокислот, а молекулярна маса — 40 696.
| 10         |  | 20         |  | 30         |  | 40         |  | 50         |
| ---------- |  | ---------- |  | ---------- |  | ---------- |  | ---------- |
| MSYSIYKSTV |  | NIPLSHGVVH |  | SFCHNMNCNF |  | MHIFKFVLDF |  | NMKNVTEVTL |
| FVLKGFTDNL |  | ELQTIFFFLF |  | LAIYLFTLMG |  | NLGLILVVIR |  | DSQLHKPMYY |
| FLSMLSSVDA |  | CYSSVITPNM |  | LVDFTTKNKV |  | ISFLGCVAQV |  | FLACSFGTTE |
| CFLLAAMAYD |  | RYVAIYNPLL |  | YSVSMSPRVY |  | MPLINASYVA |  | GILHATIHTV |
| ATFSLSFCGA |  | NEIRRVFCDI |  | PPLLAISYSD |  | THTNQLLLFY |  | FVGSIELVTI |
| LIVLISYGLI |  | LLAILKMYSA |  | EGRRKVFSTC |  | GAHLTGVSIY |  | YGTILFMYVR |
| PSSSYASDHD |  | MIVSIFYTIV |  | IPLLNPVIYS |  | LRNKDVKDSM |  | KKMFGKNQVI |
| NKVYFHTKK  |  |            |  |            |  |            |  |            |

A: Аланін

C: Цистеїн

D: Аспарагінова кислота

E: Глутамінова кислота

F: Фенілаланін

G: Гліцин

H: Гістидин

I: Ізолейцин

K: Лізин

L: Лейцин

M: Метіонін

N: Аспарагін

P: Пролін

Q: Глутамін

R: Аргінін

S: Серин

T: Треонін

V: Валін

Кодований геном білок за функціями належить до рецепторів, g-білокспряжених рецепторів, білків внутрішньоклітинного сигналінгу. 
Локалізований у клітинній мембрані, мембрані.